# 삼신론
삼신론 ( 헬라어: τριθεια, 영어: Tritheism )은 삼위일체 교리 중에 이단설 중의 하나로 삼위의 일치를 부정하고, 단일신론도 부정한다.  이들은 세 위격이라는 표현을 쓰는 데, 이것을 세 하나님이라고 하면 삼신론이 된다.  즉, 세 위격이 같은 하나의 동일한 신성을 갖고 계시고 한 하나님이시다가 올바른 표현이다.  
이 주장을 편 가장 첫번째 인물은 존 필로포노스이다.  현대 삼신론을 신봉하는 주요 교단으로 예수 그리스도 후기성도 교회(몰몬교)가 있다.
3명의 남자가 춤을 추는 유추는 카파도키아 교부들에 의하여 부인되었다. 

## 같이 보기
- 삼상신